# Erik Palmstierna
Erik Kule Palmstierna (i riksdagen kallad Palmstierna i Stockholm), född 10 november 1877 i Klara församling, Stockholm, död 22 oktober 1959 i Florens, Italien, var en svensk friherre, sjöofficer, diplomat och politiker (till 1911 liberal, därefter socialdemokrat). Han var sjöförsvarsminister 1917–1920, utrikesminister 1920 samt envoyé i London 1920–1937. Eftersom han trots sin högadliga börd var socialdemokrat har han även kommit att kallas Röde baronen, ett epitet som annars, och av helt andra skäl, oftast har tillkommit den tyske stridspiloten Manfred von Richthofen.

## Biografi
Palmstierna var ursprungligen sjöofficer och blev 1906 kapten, men övergick samma år till reserven och blev sekreterare i Centralförbundet för socialt arbete. Palmstierna grundade hösten 1908 diskussionsklubben ”Vi”, som kom att samla en stor del av sin tids yngre radikala politiker.
Erik Palmstierna var riksdagsledamot i andra kammaren under åren 1909–1920, 1909–1911 för Stockholms stads valkrets och därefter för Stockholms stads andra valkrets. Han tillhörde Liberala samlingspartiet fram till 1911, men övergick 1912 till Socialdemokraterna. I riksdagen var han bland annat ordförande för andra kammarens fjärde tillfälliga utskott 1910–1911 och ledamot i bevillningsutskottet 1912–1917. Som riksdagspolitiker arbetade han bland annat med socialpolitiska frågor, men lämnade också in motioner om exempelvis grundlagsfästande av Sveriges permanenta neutralitet. Palmstierna var drivande för grundandet av Svenska stadsförbundet 1908 och blev dess förste sekreterare, med andre sekreteraren och vännen Yngve Larsson vid sin sida.
Hans krav på utredning om monopolen på svenska arbetsmarknaden resulterade i tillsättandet av 1911 års trust- och kartellkommitté, där han var medlem. Palmstierna var 1916–1917 riksgäldsfullmäktig och var en av de fyra socialdemokrater som tillsattes i regeringen Edén, där han var sjöförsvarsminister 19 oktober 1917–10 mars 1920. I den första regeringen Branting var Palmstierna 10 mars–27 oktober 1920 utrikesminister.
Palmstierna tillhörde de ledande bland de svenskar som förespråkade att Sverige skulle ingripa militärt för att få Finland att avstå Åland till Sverige, för att på det viset lösa den så kallade Ålandsfrågan. Han var Sveriges delegerade i Ålandsfrågan inför Nationernas förbund 1920.
Palmstierna har bland annat utgett Vattenkraftens socialisering (1908), Fred och krig (1914) och Internationell ordningsmakt (1916).

### Privatliv
Palmstierna var son till diplomaten Carl Fredrik Palmstierna och Hanna Maria Edla, född von Holst. Han gifte sig 12 september 1899 i Karlskrona med Ebba Carlheim-Gyllensköld (1877-1966), dotter till kommendörkaptenen Alfred Carlheim-Gyllensköld och Maria Elisabet Christina Ehrenborg. De fick tillsammans barnen läkaren Kule Palmstierna (1900–1983), historikern Carl-Fredrik Palmstierna (1903–1993) och Margareta de Seynes (1905–1942) som var gift med François de Seynes de Maysonade Larlenque.
Palmstiernas grav återfinns på Protestantiska kyrkogården i Florens, Italien.